# نحن الأبطال (أغنية)
نحن الأبطال We Are the Champions هي أغنية من ألبوم أخبار العالم من تأليف فريدي ميركوري وغناء فرقة الروك الإنجليزية كوين. حظيت الأغنية بترحاب واسع وشعبية كبيرة في العالم بأسره خصوصاً في عالم الرياضة. تعتبر الأغنية التي تمتد دقيقتان و59 ثانية، أغنية ثانوية للأغنية الرئيسية سنجعلك ترقص (أغنية) الصادرة في 7 أكتوبر 1977 من الألبوم على عكس الاعتقاد السائد، بأن الأغنية تمت كتابتها عام 1966 دعماً لفوز فريق كرة القدم الإنجليزي في كأس العالم 1966. لا تزال الأغنية واحدة من أكثر أغاني المجموعة شعبية ، حيث كثيرا ما أطلقت خلال المنافسات الرياضية، أو تمت إعادة غنائها بأساليب مختلفة عدة مرات أو ٱتخذت ريمكس من قبل مختلف الفنانين.